# I Am Weasel

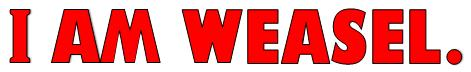

I Am Weasel (Ik Ben Wezel) is een Amerikaanse tekenfilmserie die eind jaren 1990 en begin jaren 2000 werd uitgezonden. I Am Weasel werd in Nederland uitgezonden door Cartoon Network en Veronica. Het programma is ook op Yorin (Yorkiddin') en VTM (TamTam) te zien geweest. In de serie komen veel personages uit Cow and Chicken voor en vice versa. Dit geldt met name voor The Red Guy.
De serie gaat over Wezel, een hyperintelligente wezel die in alles slaagt, en daarbij ook nog eens een vriendelijk karakter heeft en goede daden doet. De mensen zijn daarom dol op hem. Baviaan, de tweede hoofdpersoon, is daarom vreselijk jaloers op hem. Baviaan is een eigenwijze en domme baviaan, die door zijn gedrag voortdurend alles in de soep laat lopen. Meestal weet hij zichzelf daardoor dermate in de problemen te brengen, dat nota bene Weasel moet helpen.
In tegenstelling tot Cow and Chicken zijn er verder bijna geen bijrollen, op de Red Guy na. In I Am Weasel is hij al even kwaadaardig als in Cow and Chicken. Zo verkoopt hij aan Baviaan een theremin die aardbevingen kan veroorzaken.
Over het algemeen is de serie I Am Weasel iets minder controversieel dan Cow and Chicken.

## Engelse stemmen
- Michael Dorn: I.M. Weasel
- Charlie Adler: I.R. Baboon
- Charlie Adler: The Red Guy

## Nederlandse stemmen
- Just Meijer: Wezel
- Bart Bosch: Baviaan
- Victor van Swaay: The Red Guy
- Ruud Drupsteen: Diverse Personages